# 牛河梁遗址
牛河梁遗址是中国北方新石器时代红山文化晚期的重要遗址群，位于辽宁省朝阳市建平县富山街道、凌源市凌北街道、万元店镇交界处的努鲁儿虎山谷间，占地面积约50平方公里。

## 简介
该遗址发现于1981年文物普查期间。考古工作者在这里开展了多次发掘，出土了一批代表红山文化的玉器。
1986年7月23日，“牛河梁红山文化女神庙积石冢遗址保护区”被公布为第三批辽宁省文物保护单位。
根据1986年7月23日《关于公布第三批省级重点文物保护单位的通知（辽政发〔1986〕77号）》，该遗址保护区的保护范围如下：
重点保护遗迹共四处：
- 第一处为女神庙及周围广场平台。位于山梁顶部南坡老公路东西两侧。庙的室内面积一百四十二点八六平方米，南北狭长，为包括主室、东西侧室、前后室的半地穴式多室结构，存深零点八至一米，有壁画和仿木建筑装饰。室内分布着大型泥塑女神群像、动物塑像、大型镂孔彩陶祭器等。庙北有近于长方形的开阔平台，面积约四万平方米，台边缘砌石块，结构多样。平台北缘有女神塑像出土地又一处，面积六十五平方米。附近还分布有窖穴、房址、陶器群遗迹地等。
- 第二处为牛河梁积石冢群。位于京沈公路建平、凌源两县交界处，南缘至锦承铁路南的山梁坡地，东西长一百一十米、南北宽二百一十七米，面积二万二千八百七十平方米。已掘出保存较好的积石冢四座，以及对面山丘的一座共五座，编号家1～冢5，其中冢1附近有成群中小型石板墓，出土精美玉器二十余件。冢2为方形大墓，面积三百四十平方米。
- 第三处为架子山积石冢，位于第二处东南锦承铁路南侧山梁上，共三冢，其中位于架子山丘顶上的双冢，南北并列，甚高大，四野开阔。另一冢在山丘下面东北零点五公里处。
- 第四处为黑山头积石冢，位于女神庙正西约一千五百米相连的两个山峰上，共两座。

以上遗迹均属红山文化后期，距今五千五百年左右。这是中国迄今为止发现的最早的以庙宇为中心的祭祀和墓地遗址群。其规模之大、人像雕塑之精可与同时期东方诸文明古国相媲美，对中国文明起源史、宗教思想史、雕塑艺术史的研究具有重大的科学价值，应做为具有民族象征意义的历史纪念地予以永久保护。
保护范围：以京沈公路建平、凌源两县交界处的积石塚为中心：向西至庙后村西约四千五百米（直线距离，以下同），向东至马家沟村约三千米，向南至石灰窑子村约二千二百五十米，向北至大杖子窑厂约五千二百五十米。

建设控制地带：由保护范围四至各向外延伸五百米。
1988年1月13日，该遗址群以“牛河梁遗址”的名称被公布为第三批全国重点文物保护单位。
2003年，第十六地点的发掘被评为年度全国十大考古发现。2004年遗址被国家文物局列入重点大遗址。2006年與2012年被国家文物局列入《中国世界文化遗产预备名单》。
2008年，国家文物局和辽宁省人民政府启动牛河梁国家考古遗址公园项目建设。2014年6月14日，牛河梁国家考古遗址公园正式挂牌，公园占地面积约8平方公里，开放区域包括第一地点（女神庙）保护展示馆、第二地点（积石冢、祭坛）保护展示馆、牛河梁遗址博物馆综合馆。
2023年12月9日，国家文物局表示牛河梁遗址的新发现让中华文明起源时间线又向前推进了约五六百年。